# 대한민국 상법 제194조
대한민국 상법 제194조는 설립무효, 취소와 회사계속에 대한 상법 회사법의 조문이다.

## 조문
상법 제194조 (설립무효, 취소와 회사계속) ① 설립무효의 판결 또는 설립취소의 판결이 확정된 경우에 그 무효나 취소의 원인이 특정한 사원에 한한 것인 때에는 다른 사원전원의 동의로써 회사를 계속할 수 있다.
② 전항의 경우에는 그 무효 또는 취소의 원인이 있는 사원은 퇴사한 것으로 본다.
③ 제229조제2항과 제3항의 규정은 전2항의 경우에 준용한다.

第194條 (設立無效, 取消와 會社繼續) ① 設立無效의 判決 또는 設立取消의 判決이 確定된 境遇에 그 無效나 取消의 原因이 特定한 社員에 限한 것인 때에는 다른 社員全員의 同意로써 會社를 繼續할 수 있다.
②前項의 境遇에는 그 無效 또는 取消의 原因이 있는 社員은 退社한 것으로 본다.
③第229條第2項과 第3項의 規定은 前2項의 境遇에 準用한다.